# ドラえもんのひみつ道具 (よ)
ドラえもんのひみつ道具 (よ) では、藤子・F・不二雄の漫画『ドラえもん』、『大長編ドラえもん』(VOL.1〜17)、藤子・F・不二雄のその他の著作に登場するひみつ道具のうち、読みが「よ」で始まるものを列挙する。

## よい子バンド
よい子バンド（よいこバンド）は、「悪の道を進め!」（てんとう虫コミックス14巻に収録）に登場する。
このバンドを頭に付けると、絶対に悪いことができなくなる。正確には、これを付けた状態でどんなに悪いことをしても、すべて良いことになって他人から感謝されてしまう。
例として、これを付けたのび太が他人の家に向かってわざと石を投げて窓ガラスを割ると、その家の中ではガス漏れ事故が発生して住人が倒れており、人助けをする形になって感謝される。また、セールスマンが持って来た宝石を買おうとした玉子からお金を奪うと、セールスマンが詐欺容疑（宝石は偽物）で逮捕されて玉子から感謝されるなどといった具合に、当人が「悪いこと」としてとった行動が、すべて結果的に「良いこと」になってしまう。
バンドの着用者はあくまで感謝されるだけであり、行動に出る際は痛い目に遭うこともある（背後からわざとジャイアンを蹴飛ばすと、そこへビル工事の鉄材が落下してのび太の頭を直撃したり、静香のスカートを捲ったら、中から出てきたハチに鼻を刺されるなど）。

## ようろうおつまみ
ようろうおつまみは、「ようろうおつまみ」（てんとう虫コミックス10巻に収録）に登場する。
お酒のおつまみに似た食品。一つひとつの形はヒョウタンの実によく似ている。このおつまみと水を一緒に飲むと水が酒に変わる。ドラえもんはポケットから小皿に乗った10個程度の物を出した。作中ではのび助が飲んだ水が上等なウィスキーに変わった。岐阜県養老郡養老町にある「養老の滝」という話がモデルになっている。

## よかん虫
声 - 不明（1979.10）→高戸靖広（2006.12）
よかん虫（よかんむし）は、「よかん虫」（てんとう虫コミックス12巻に収録）、「ドラえもんとドラミちゃん」（てんとう虫コミックス『ドラえもん プラス』4巻に収録）に登場する。
蚊のような形をしたロボット。人が何か起きそうな予感がすると、このよかん虫が頭に止まる。さらに、どんなことが起きるかを詳しく考えると、よかん虫が翅をブルルンと震わせ、その予感の出来事が実際に起きる。
ただし、予感を実現させるためにはその予感に確信を持っている必要があり、あまりに非現実的な予感だと、心のどこかで「実現しないだろう」という気持ちが働くため、よかん虫が機能することはない。また信じ方の度合いで実現の度合いも異なり、「お金を拾いそう」と思っても、拾ったのが1円玉だったりもする。
「ドラえもんとドラミちゃん」登場分は、親しい人に何か起こりそうな予感を知らせる「虫の知らせアラーム」に似た機能になっている。

## 汚れ探知機
汚れ探知機（よごれたんちき）は、「ハイキングに出かけよう」（てんとう虫コミックス0巻に収録）に登場する。
ドラミのひみつ道具。顔の汚れを探知することができる。人の顔に当てて使用し、顔を洗っていないと「バッチー」と鳴る。

## 四次元かばん
四次元かばん（よじげんかばん）は、「未来世界の怪人」（てんとう虫コミックス第4巻に収録）に登場する。
ロケット乗っ取り犯の未来人が所持していたカバン。ドラえもんも所持するひみつ道具（空気砲、雲かためガス、くすぐりノミなど）が色々入っているほか、どんな大きな動物でも縮めて誘い込む万能わな、空を飛べるワッペンなどが入っている。最終的に未来人を追いかけて来たタイムパトロールに中に入ったひみつ道具共々全て証拠品として押収された。
テレビアニメ第2作第1期「謎の四次元カバン」（2002年3月30日放送、DVD『ドラえもんコレクションスペシャル特大号』春の6に収録）では雲かためガス、くすぐりノミは登場せず代わりにビッグライト、マジックハンド、コエカタマリンが登場した。
テレビアニメ第2作第2期「未来世界の怪人」（2009年3月13日放送）では、ハメルンチャルメラのようにおもちゃやお菓子などを呼び寄せるチャルメラ、SLえんとつのように頭に載せて使用するリニアモーターカー、超小型爆弾が出てくる。ひみつ道具は空気砲、くすぐりノミは登場せず、かるがる手袋が登場している。空を飛べるワッペンはジャイアンではなく未来人が使用しており、タイムパトロールが駆けつける前にジャイアンの母親によって成敗された。
名称は藤子の漫画では不明で、テレビアニメ第2作第1期「謎の四次元カバン」（2002年3月30日放送、DVD『ドラえもんコレクションスペシャル特大号』春の6に収録）の作中でも「カバン」としか呼ばれていない。テレビアニメ第2作第2期「未来世界の怪人」（2009年3月13日放送）では正式名称を「四次元かばん」（表記は字幕放送による）としている。

## 四次元くずかご
四次元くずかご（よじげんくずかご）は、「四次元くずかご」（てんとう虫コミックス45巻に収録）、『ドラえもん のび太とブリキの迷宮』に登場する。
壊れて使えなくなったり、使い道のないひみつ道具を捨てるためとして、ドラえもんが所持するくずかご。中は四次元空間につながっている。捨てた道具は後から取り出すこともできる。なお、くずかご自体が壊れるとどこに捨てるのかドラえもんにも知らないらしい（『どこでもドラえもん伝説』より）。
※壊れた道具の例
- タケコプター - 動作が不安定で、コントロールできなくなることもある。
- 分身ハンマー - 半透明の分身が出るものの、くずかごに入っている道具としては珍しく、本来の用途を果たす事は出来ている。
- グルメテーブルかけ - とても食べられるものでない料理が出てくる。（原作では変な匂いと味がする。テレビアニメ第2作第2期では料理を複数出すと、ラーメンにイチゴが入っている、ゼリーがカレー味になる、サンドイッチの中に餃子が入っているなどそれぞれの料理が混ざりあっていた）
- どこでもドア - 開いてもどこへも通じないただのドアになっている。
- 着せかえカメラ - 何を写しても全裸になる（しずかは警戒したため、のび太が実験台になった）
- タイムふろしき - 効果なし。全裸になったのび太が腰巻代わりに使用。
- SLえんとつ - 黒煙を噴き出すだけでスピードが出ない。

普段はドラえもんの寝床であるのび太の部屋の押入れの、ドラえもんの足元にあたる場所に配置している。

## 四次元三輪車
四次元三輪車（よじげんさんりんしゃ）は、「四次元サイクリング」（てんとう虫コミックス5巻に収録）に登場する。
自転車に乗れないのび太のためにドラえもんが出した三輪車。ただの三輪車ではなく、目覚まし時計、温度計、カレンダー、鉛筆削りが装備されている。ボタン操作で、人の匂いを嗅いで追跡することや、四次元世界に入って姿を消すことで障害物も突き抜けることができる。変速レバーを切り替えれば、ひとこぎで100メートルも進む。レバーをトップに入れればジェット機並みのスピードで走ることも可能。
なお作中では単に「三りん車」と呼ばれている。『ドラえもん全百科（ドラえもんオールひゃっか）』（1979年7月発行）を始めとするひみつ道具の事典では一様に「四次元三輪車」としている。

## 四次元たてましブロック
四次元たてましブロック（よじげんたてましブロック）は、「四次元たてましブロック」（てんとう虫コミックス27巻に収録）に登場する。
一軒家の住宅の階数を増やすことのできるひみつ道具。ブロックは専用の箱に収納されている。積み木のようにブロックを1階と2階の間に挟めばいくらでも階数を増やせる。ただしブロックの数が有限となる。四次元という特殊な世界による増築なため、外見は変わらないが、部屋の中から見る景色は、増やした階数に比例して高くなる。
ただし階数が増えてもエレベーターやエスカレーターおよびトイレが増設されるわけではないので、階段しかない家でむやみに階数を増やしすぎると、階の移動に難儀するおそれがある。また、人がいる階のブロックをはずすと、その階にいた人はその階に閉じ込められ、階段を登っても降りても同じ階に戻ってしまう。

## 四次元若葉マーク
四次元若葉マーク（よじげんわかばマーク）は、「四次元若葉マーク」（てんとう虫コミックス39巻に収録）に登場する。
この若葉マークを貼ったものは四次元空間に入った状態となり、壁でも建物でも何でもすり抜けることができる。ただし、この若葉マークを貼ったもの同士だとすり抜けずにぶつかってしまう。
劇中では、のび助が運転の練習のために、この道具と「お子さま練習カー」を併用していた際、同じくこの道具を使っていたのび太と（四次元空間にいる者同士のため）ぶつかってしまった。

## 予知夢アメ
予知夢アメ（よちむアメ）は、「宇宙戦艦のび太を襲う」（てんとう虫コミックス43巻に収録）に登場する。
この飴を舐めて寝ると、将来自分の身に起こる出来事（に関わる現在の状況）を予知夢として夢に見ることができる。その的中率は絶対確実。

## 予定メモ帳
予定メモ帳（よていメモちょう）は、「○○が××と△△する」（てんとう虫コミックス1巻に収録）に登場する。
「かならず実現する予定メモ帳」と表紙に書かれたメモ帳で、各ページには「□が □と・に □で □」と書かれている。□はそれぞれ横長の長方形の空欄であり、ここに物事を書き込んで文章を完成させると、その通りのことが実現する。（例「パパ」が「今すぐ」に「おかし屋」で「どら焼き買ってくる」）。到底無理そうなこと、たとえば「アイドルとお話しする」などでも、その相手がこちらの家に間違い電話をかける、といった具合にあり得る範囲で実現するようになっている。曖昧な言葉で書くと、筆者にも予想外のことが起きる場合がある。
作中ではのび太がメモ帳に「静香が・のび太に・今ここ（居間）で・チュー（のび太は接吻の方の意味で書いた）をする」と書いたが、静香のペンのインクがのび太の顔にかかるといった出来事が起こった（ペンからインクが出る時、「チュー」という音がした）。

## 呼びつけブザー
呼びつけブザー（よびつけブザー）は、「呼びつけブザー」（てんとう虫コミックス「ドラえもんプラス」2巻に収録）、「ドラえもんに休日を!!」（てんとう虫コミックス35巻に収録）に登場する。
人の名前を呼んでこのブザーを鳴らすと、相手はどこで何をしていても、呼ばれた側のもとへ行かずにはいられなくなる。たとえ目の前に障害物があろうとも、全身を縛られても、ブザーの力には決して逆らえない。
なお、「ドラえもんに休日を!!」作中にて物語の展開上、のび太が故意に踏み破壊する。

## 夜昼ランプ
夜昼ランプ（よるひるランプ）は、「何が何でもお花見を」（てんとう虫コミックス45巻に収録）に登場する。
このランプを付けると、夜でも周囲が昼間同然に明るくなり、日中と同様に過ごすことができる。作中では、真夜中に花見を楽しむため使用している。

## ヨンダラ首わ
ヨンダラ首わ（ヨンダラくびわ）は、「ヨンダラ首わ」（てんとう虫コミックス14巻に収録）に登場する。
この首輪を犬などに付けておくと、名前を呼ぶことでひとりでに手元へ呼び寄せることができる。ペット用と思われる割に、真珠のネックレスを思わせる高級な外観をしている。人の声のみならず、テレビの音声にも反応する。またその人間の名前を呼んだわけではなくても、しずかがつけた際は「静寂」の意味で「静か」と言っても反応してしまう。また、呼んだ相手のもとに辿り着く前でも別の場所から呼ばれるとそちらへ向かってしまうため、手分けして探していると延々と方向転換していつまでもやって来ないという事態に陥る。